# Чернявський Павло Олегович
Павло́ Оле́гович Черня́вський — український військовослужбовець, капітан Збройних сил України, учасник російсько-української війни. Кавалер Хреста бойових заслуг (2022).

## Життєпис
Командир батареї «Himars».
20 грудня 2022 року капітан ЗСУ, командир батареї Himars на ім'я Павло в Бахмуті передав Президенту України Володимирові Зеленському свою нагороду — «Хрест бойових заслуг», щоб він подарував її президенту США Джо Байдену. Наступного дня Зеленський був із візитом у Вашингтоні й публічно вручив Байдену відзнаку.
Тоді президент США прийняв подарунок українського військового зі словами: «Ну, незаслужено, але ціную». Очільник Білого дому пообіцяв передати українському капітану командну монету з поля бою США в Іраку, де воював його син Бо.
28 грудня 2022 року Володимир Зеленський після виступу у Верховній Раді України передав капітану Павлові Чернявському відзнаку від президента США Джозефа Байдена — «Монету претендента».
|                                            | У мене є один борг з часу візиту до Сполучених Штатів, який хочу саме зараз віддати. В цій залі — капітан Павло Чернявський, командир батареї «Хаймарсів», який відзначений Хрестом бойових заслуг і який передав цю відзнаку президенту США Байдену. Для мене було честю виконати цю особливу місію. Але у неї є і друга частина. Президент Байден у відповідь передав Command Coin — спеціальний символ від президента Сполучених Штатів Америки. Пане капітане! Павле! Маю віддати зараз цю Command Coin Вам |
| — Володимир Зеленський, президент України, | |

## Нагороди
- Хрест бойових заслуг (19 грудня 2022) — за особисту мужність і самовіддані дії, виявлені у захисті державного суверенітету та територіальної цілісності України, вірність військовій присязі[3];
- Орден Богдана Хмельницького II ст. (30 грудня 2022) — за особисту мужність і самовіддані дії, виявлені у захисті державного суверенітету та територіальної цілісності України, вірність військовій присязі[4];
- Орден Богдана Хмельницького III ст. (14 березня 2022) — за особисту мужність і самовіддані дії, виявлені у захисті державного суверенітету та територіальної цілісності України, вірність військовій присязі[5];
- Монета претендента (2022, від президента США Джо Байдена)[1].